# Skind
 Denne artikel omhandler dyrs pels. Opslagsordet har også en anden betydning, se hud.
Skind fra dyr anvendes til mange formål. Før anvendelsen forarbejdes skindet gennem en garvningsproces.
Skindet kan efter garvningen anvendes uden afhåring som pels, med afhåring som læder.
Læder findes i mange kvaliteter fra det groveste kernelæder til det fineste vaskeskind. Skindet fra forskellige dyr har forskellige egenskaber – slidstyrke, pelstykkelse, hårenes fæstning og har derfor forskellig anvendelse.
Skind forarbejdet til pels anvendes mest til overtøj og til at sove i på kolde nætter.
Skind forarbejdet til læder anvendes til utallige formål fra sko, tøj, bælter, til møbelbetræk.
Dyreskind er en sej lædertype, hvor de fleste dyreskind ikke længere produceres fra den vilde natur, men stammer fra dyrefarme hvis formål er at levere skind til skindproduktionen. Dyreskind benyttes også til japanske kampdiscipliner som Kendo, hvor skindet anvendes til bogu.